# Aleksandr Ivanovič Šuvalov
Conte Aleksandr Ivanovič Šuvalov (in russo Александр Иванович Шувалов?; 1710 – 1771) è stato un politico russo.

## Biografia
Era il figlio di Ivan Maksimovič Šuvalov, fratello di Pëtr Ivanovič Šuvalov e cugino di Ivan Ivanovič Šuvalov, uno dei favoriti di Elisabetta I. I fratelli Šuvalov erano i due figli di un generale che comandava il castello di Vyborg e governava Arcangelo durante il regno dell'imperatrice Anna. Grazie agli sforzi di suo padre, egli divenne comandante aggiunto alla corte della principessa Elisabetta. La sua carriera dipese completamente - e fu oscurata - da quella del brillante fratello, Pëtr Ivanovič Šuvalov. Furono i più stretti collaboratori di  Elisabetta Petrovna durante il colpo di stato del 1741 che la portò al trono. Aleksander, in particolare, convinse molti dei suoi soldati della Guardia imperiale russa a servire la causa di Elisabetta. Fu ricompensato per i suoi servizi col titolo di Ciambellano nel 1741 e quello di conte nel 1746. Nel 1744 divenne luogotenente generale e nel 1746 aiutante generale dell'imperatrice.
Per molti anni Šuvalov fu a capo della Cancelleria segreta, una sorta di polizia politica tra le cui vittime furono i suoi avversari,  i feldmarescialli Aleksej Petrovič Bestužev-Rjumin e Stepan Apraksin. Entro la fine del regno di Elisabetta, i Šuvalov eliminarono con successo tutti i loro rivali politici  e monopolizzarono in segreto il potere statale. Cercarono di accattivarsi anche le simpatie del successore, Pietro III di Russia, sperando di conservare le proprie posizioni dopo la sua eventuale ascesa al trono. I loro intrighi ebbero successo nel 1761 quando Pietro III salì al trono e li promosse entrambi feldmarescialli, nonostante non avessero mai partecipato ad una guerra. Ma la loro carriera fu interrotta l'anno successivo, quando il trono fu usurpato dalla moglie di Pietro, Caterina II di Russia, che detestava i Šuvalov per la loro influenza negativa sul marito e, nei suoi ricordi accusò perfino Aleksandr Šuvalov di avere tramato per ucciderla. Šuvalov allora abbandonò la propria carriera e tornò al villaggio d'origine. 

## Matrimonio
Sposò Ekaterina Kastyurina (1718-1790). Ebbero una figlia:
- Ekaterina Aleksandrovna (1733-1821), sposò Gavriil Golovkin, nipote ed erede di Gavriil Ivanovič Golovkin.